# Virginie Bonnaillie-Noël
Virginie Bonnaillie-Noël, née le 3 octobre 1976 à Calais est une mathématicienne et directrice de recherche française spécialiste de l'analyse numérique. Ses thèmes de recherche concernent les équations aux dérivées partielles, l’analyse asymptotique, spectrale et numérique de problèmes issus de la physique ou de la mécanique.

## Biographie
Après avoir fait ses années de classes préparatoires au lycée Faidherbe de Lille entre 1994 et 1997, elle entre à l'Université Paris-Sud où elle obtient une licence en 1998 et une maitrise en 1999.
En 1999 elle est admise à l'École normale supérieure Paris-Saclay (ENS) où elle obtient l'agrégation l'année suivante avec comme option l'analyse numérique. En 2001, elle y obtient un Diplôme d’Études Approfondies d'analyse Numérique et équations aux dérivées partielles. Entre 2001 et 2003 elle prépare une thèse sous la direction de François Alouges et Bernard Helffer intitulée Analyse mathématique de la supraconductivité dans un domaine à coins : méthodes semi-classiques et numériques.
En 2004, elle entre à l’Institut de Recherche Mathématiques de Rennes (IRMAR) en tant que chargée de recherche.
En 2011, elle obtient l'habilitation à diriger des recherches à l'université Rennes I.
En 2014, elle quitte l'IRMAR pour diriger ses recherches au département de mathématiques et applications de l'ENS.
En 2024, elle est nommée conseillère recherche de Patrick Hetzel ministre de l’enseignement supérieur et de la recherche.

## Responsabilités et engagements
- Le 1er octobre 2014, elle est nommée directrice adjointe scientifique à l'Institut national des sciences mathématiques et de leurs interactions, pour prendre en charge la « politique de site »[5]
- Entre 2014 et 2016, elle est membre du conseil scientifique de la Société mathématique de France[6]
- En 2014, elle est élue membre du conseil d’administration de la Société de mathématiques appliquées et industrielles[7]
- Elle transmet également aux lycéens sa passion pour la recherche et intervient pour des missions sur la parité, en collaboration avec des associations comme l'association Femmes & Sciences, Femmes et mathématiques ou encore Femmes Ingénieurs FI.

## Distinctions
- 2008 : Médaille de bronze du CNRS[8].
- 2009 : Prix Irène-Joliot-Curie dans la catégorie jeune femme scientifique[9],[10].
- 2011 :  Chevalier de l'ordre national du Mérite[11],[12].
- 2021 :  Officier de l'ordre national du Mérite [13].